# Roameth Romaña
Roameth Romaña Garavito más conocido como "Roitha" (Apartadó, Antioquia, Colombia, 8 de noviembre de 1997) es un futbolista colombiano que juega como guardameta.

## Trayectoria
Romaña inició en Tigres Fútbol Club. Debutó el día 22 de febrero de 2018 en segunda división en la Liga Águila categoría B 2018 de local contra el Barranquilla FC, donde el partido finalizó en empate de cero por cero.

## Clubes
| Club                | País     | Año         |
| ------------------- | -------- | ----------- |
| Tigres Fútbol Club  | Colombia | 2017 - 2019 |
| Jaguares de Córdoba | Colombia | 2020        |
| Real Santander      | Colombia | 2021        |
| Llaneros FC         | Colombia | 2023 - 2025 |